# Méotes
Les Méotes (grec Μαιῶται, Maiōtai; latin Mæotæ, Maeotae, Maeotici ou Mæotici) sont un peuple ou une confédération probablement scythe ou à dominante scythique, vivant dans l'Antiquité d'agriculture, de pêche et élevage dans le bassin hydrographique du Hypanis ou Hermonis (actuel Kouban) à l'est du Μαιῶτις λίμην (Maiôtis límên ou palus Maiotis : « marais, lac ou lagune Méotide », actuelle mer d'Azov,).

## Identité
L'étymologie du nom et l'identité de ce peuple restent floues, leur langue n'ayant pas été préservée et étant inconnue à quelques toponymes et patronymes près. Les écrivains antiques les caractérisent comme « des tribus scythes ou sarmates », ce qui implique une langue probablement indo-iranienne. Cette conclusion semble confirmée archéologiquement du fait de similitudes observables entre leur culture matérielle et celle des peuples cavaliers scythiques vivant plus au Nord, en particulier dans la culture funéraire (visage et genoux à l'est), dans des céramiques qui ont été retrouvés ou des styles de vêtements, de sorte que cette hypothèse est relativement commune dans la recherche. Edward James et William Smith étaient d'avis que le terme « Méotes » (Maeotians en anglais) était une désignation plus géographique pour divers peuples vivant autour de l'actuelle Mer d'Azov, plutôt qu'ethnique pour un peuple en particulier. Les tribus « méotes » mentionnées sont les Sindes, les Dandarides, les Toreatées, les Agris, les Arrèques, les Ixomates, les Tarpetes, les Obidiacènes, les Sittacènes, les Dosques et quelques autres.
Parmi elles, les Sindes sont les mieux attestés, peut-être parce qu'ils étaient dominants parmi les Méotes. La langue des Méotes ou même la famille linguistique à laquelle elle appartenait est incertaine. Une princesse des Ixomates s'appelait Tirgatao, qui a été rapprochée du patronyme Tirgutawiya figurant sur une tablette hourrite d'Alalakh. 

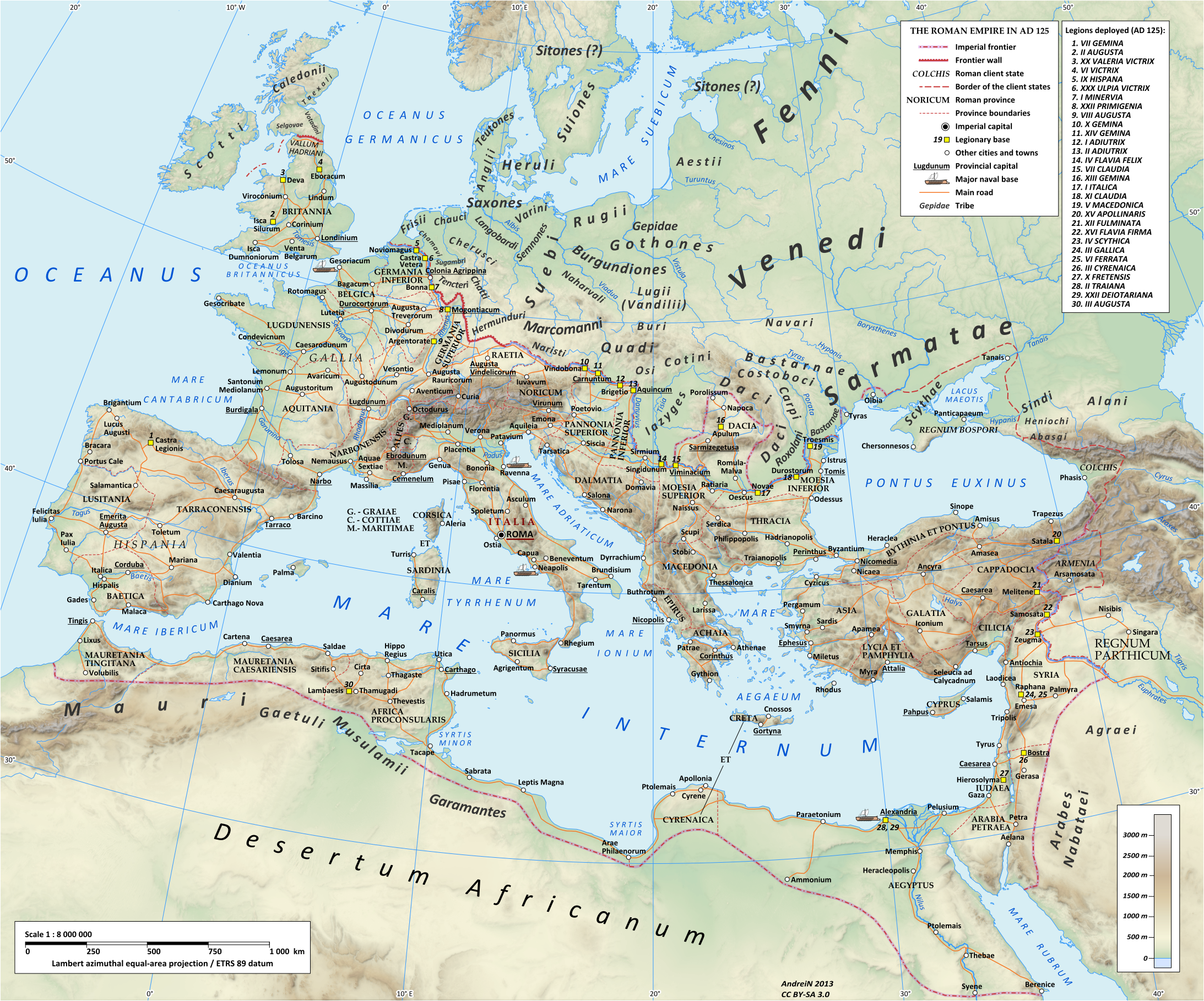
Carte de l'Empire romain sous Hadrien (117-138 de notre ère), montrant au Nord-Est le sinus (lacus) Maeotis (« golfe (lac) des Méotes »).

Karl Eichwald pensait que les Méotes étaient originaires du sous-continent indien, mais cette opinion reste minoritaire parmi les érudits. Dans une perspective protochroniste, les Circassiens modernes seraient des Méotes ayant perduré jusqu'à nos jours.
L'université de Cambridge, pour sa part, considère les Méotes soit comme un peuple de souche cimmérienne, soit un peuple autochtone caucasien sous influence iranienne. Les discussions continuent car il est fréquent dans l'Antiquité qu'une dénomination qualifie une confédération dont les tribus n'avaient pas nécessairement la même origine et la même langue.

## Histoire
La première référence connue est celle du logographe Hellanicos de Lesbos. Selon Strabon, les Méotes, sédentaires, vivaient en partie de la pêche et en partie de l'agriculture, mais étaient aussi belliqueux que leurs voisins nomades. En cas de disette, ils pouvaient organiser des campagnes de pillage jusqu'au fleuve Tanais (l'actuel Don) et au Bosphore cimmérien. Plus tard, surtout sous Pharnace II, Asandre et Polémon Ier , le royaume du Bosphore s'étendit jusqu'au Tanaïs et vassalisa une partie des Méotes, tandis que ceux qui s'y refusèrent furent repoussés vers l'Est où ils s'assimilèrent aux Siraques.